# União das Freguesias de Benavila e Valongo
Die União das Freguesias de Benavila e Valongo ist eine portugiesische Gemeinde (Freguesia) im Kreis (Concelho) Avis im Alto Alentejo, Portugal.

## Geschichte
Die Gemeinde entstand im Zuge der Gebietsreform vom 29. September 2013 durch die Zusammenlegung der ehemaligen Gemeinden Benavila und Valongo.
Benavila wurde Sitz der neuen Verwaltung.

## Demographie
| Freguesia | Freguesia          | Freguesia | Freguesia       | ehemalige Freguesias | ehemalige Freguesias | ehemalige Freguesias | ehemalige Freguesias |
| --------- | ------------------ | --------- | --------------- | -------------------- | -------------------- | -------------------- | -------------------- |
| Wappen    | Freguesia          | Einwohner | Fläche in (km²) | Wappen               | Freguesia            | Einwohner            | Fläche in (km²)      |
|           | Benavila e Valongo | 878       | 150,67          |                      | Benavila             | 859                  | 66,81                |
|           | Benavila e Valongo | 878       | 150,67          | Valongo              | 257                  | 83,91                |                      |